# Aleksandr Ragoza
Aleksandr Frantsjevitj Ragoza (ryska: Александр Францевич Рагоза), född 8 juni 1858 i Vitebsk, död 29 juni 1919 i Odessa, var en rysk militär.
Ragoza blev officer vid infanteriet 1877, överste 1892, generalmajor 1904 samt generallöjtnant och divisionschef 1908. Under första världskriget förde han till i september 1915 25:e armékåren (i Polen) och till i mars 1917, som general, fjärde armén (på nordvästra fronten), varmed han utkämpade slagen vid Baranowicze och Krewo i juli 1916. I december samma år övertog han befälet över den nyuppsatta fjärde armén på rumänska fronten. År 1918 var han, under Pavlo Skoropadskyjs hetmanskap, krigsminister i Ukraina.